# Valerius Romulus

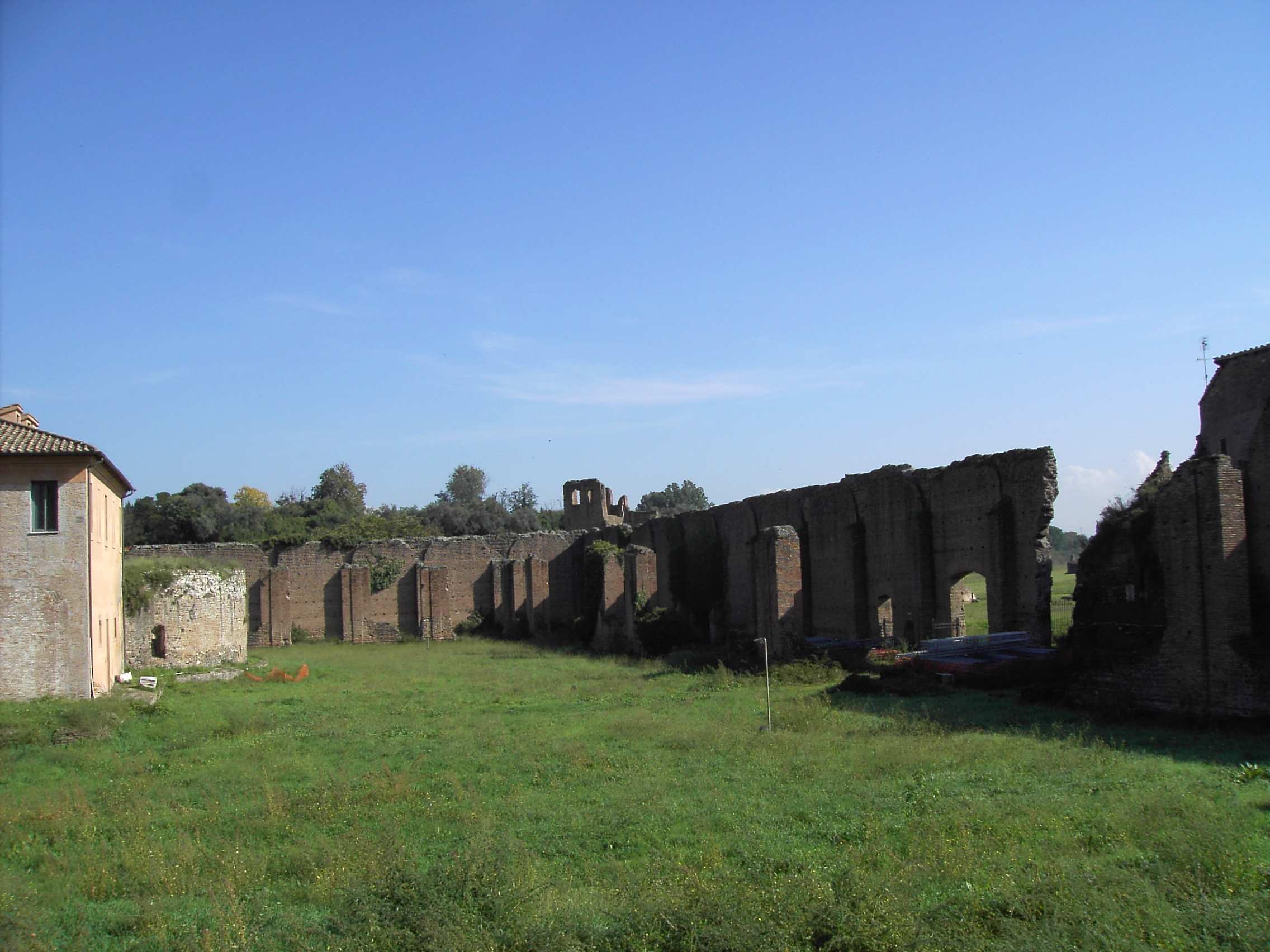
Reste des Grabmals des Romulus

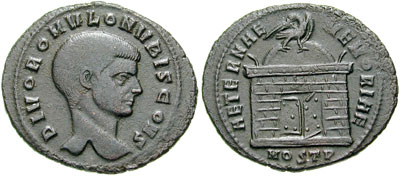
Follis mit Porträt des konsekrierten Valerius Romulus

Valerius Romulus (* wohl zu Beginn der 90er Jahre des 3. Jahrhunderts n. Chr.; † 309 n. Chr.) war der Sohn des spätrömischen Usurpators Maxentius.
Romulus bekleidete in den Jahren 308 und 309 noch sehr jung das Konsulat. Er galt damit als designierter Thronfolger, zumal ihm sein Vater auch frühzeitig den Titel eines vir nobilissimus verliehen hatte. Er verstarb wahrscheinlich noch im Jahr 309 und wurde zum divus erhoben. Ihm zu Ehren wurde möglicherweise der sogenannte Tempel des Romulus im Bereich der Velia  und das Grabmal bei der Maxentiusvilla an der Via Appia errichtet. Damit verband Maxentius auch recht eindrucksvoll die von ihm proklamierte Romidee, welche bereits in der Wahl des Cognomen seines Sohnes zum Ausdruck kam und die das Fundament seiner Herrschaft bildete. Ansonsten ist über Romulus selbst kaum etwas bekannt. Auf Inschriften, die freilich auch der Propaganda dienten, wurde jedoch seine pietas (Frömmigkeit bzw. Loyalität) gelobt.
Maxentius selbst unterlag 312 Konstantin I.